# هرجيسا
هرجيسا (بالصومالية: Hargeisa) هي مدينة تقع في إقليم ووقويي جالبيد في جمهورية أرض الصومال المعلنة من جانب واحد ولكن غير معترف بها دوليا في القرن الإفريقي. وهي العاصمة وأكبر مدينة في أرض الصومال.
خلال العصور الوسطى، كانت هرجيسا جزءا من سلطنة عدل. أصبحت المدينة في وقت لاحق عاصمة محمية الصومال البريطانية في عام 1941. في عام 1960، حصلت المحمية على استقلالها واتحدت كما هو مقرر في أيام لاحقة مع إقليم الصومال الإيطالي لتشكيل جمهورية الصومال في 1 يوليو.
تقع هرجيسا في واد في مرتفعات غالغودون (أوغو)، وتقع على ارتفاع 1,334 متر (4,377 قدم). تعد المدينة بمثابة فن الصخرة من العصر الحجري الحديث، وهي أيضا مركز تجاري لقطع الأحجار الكريمة، والبناء، وخدمات التجزئة والتجارة، من بين أنشطة أخرى.

## أصل التسمية
على الرغم من أن القليل معلوم عن تاريخ المدينة قبل القرن التاسع عشر، تشير الموسوعة إيثيوبيكا إلى أن المستوطنة ربما تطورت في النصف الأخير من القرن التاسع عشر كمستوطنة القاضرية التي أنشأها الشيخ مدر، بالقرب من محطة المياه التي يستخدمها البدو - على الطريق إلى مدينة هرر. وبالتالي يقترح أن اسم «هرجيسا» ربما كان مقتبسا من مزج هرر الصغيرة.

## التاريخ

### قبل التاريخ
عُثِر على العديد من رسومات الكهوف التي تعود إلى العصور الحجرية الحديثة في مجمع لاس جيل، على مشارف هرجيسا. وخلال تشرين الثاني / نوفمبر وكانون الأول / ديسمبر 2002، أجرى فريق فرنسي من الباحثين دراسة أثرية في المنطقة. وكان هدف البعثة البحث عن ملاجئ الصخور والكهوف التي تحتوي على عبوات أثرية طبقية قادرة على توثيق الفترة التي ظهر فيها اقتصاد الإنتاج في هذا الجزء من أرض الصومال (حوالي الألفية الثانية والثانية قبل الميلاد). خلال المسح، اكتشف الفريق الأثري الفرنسي فن لاس جيل الصخري، الذي يضم مساحة من عشرة كهوفات صخرية. في حالة ممتازة من الحفظ، تظهر لوحات الشخصيات البشرية بأيديهم التي تثار والتي تواجه قرون طويلة، والماشية الباهتة.
وكان الفن الصخري معروفا لسكان المنطقة منذ قرون قبل الاكتشاف الفرنسي. غير أن وجود هذا الموقع لم يوجه إلى المجتمع الدولي. وفي تشرين الثاني / نوفمبر 2003، عادت بعثة إلى لاس جيل، وقام فريق من الخبراء بدراسة مفصلة عن اللوحات وسياق ما قبل التاريخ.
صوماليلاند عمومًا هي موطن للعديد من المواقع الأثرية مثل، مع الفن الصخري مماثلة أو الصروح القديمة وجدت في هايلان، قعابلة، ((Qombo'ul)) والايو. ومع ذلك، فإن العديد من هذه الهياكل القديمة لم يتم بعد استكشافها بشكل صحيح، وهي عملية من شأنها أن تساعد على إلقاء مزيد من الضوء على التاريخ المحلي وتسهيل الحفاظ عليها للأجيال القادمة.

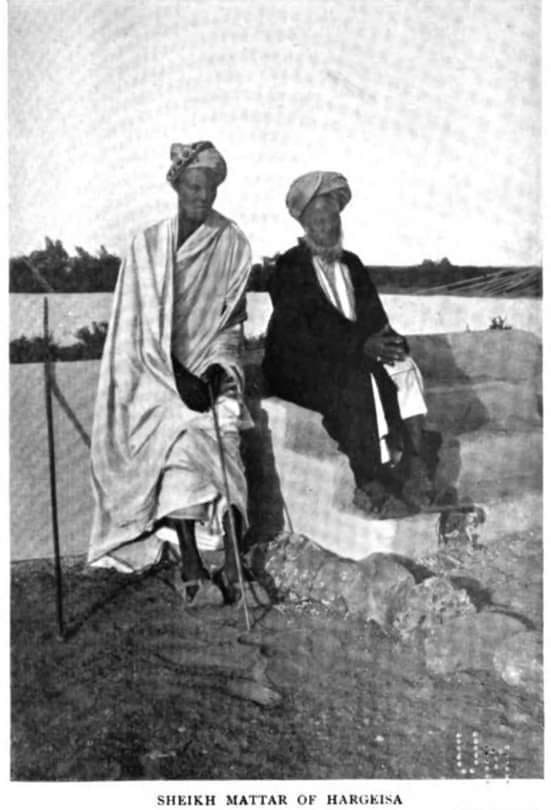
الشيخ مدر (يمين) والسلطان دريا حسن في هرجيسا عام 1912.

### الصومال البريطاني
انقسم الصومال في غضون الاحتلال إلى عدة أقسام بين إيطاليا والمملكة المتحدة فكانت هرجيسة تحت الانتداب البريطاني.
فاختيرت هرجيسة عاصمة للصومال الأنكليزي (الصوماليلاند) رسميا خلال الأعوام 1941- 1960 إستقلت أرض الصومال البريطاني اتحد الجزئين الصومال الإيطالي والصومال الإنكليزي فأصبحت ما يعرف بالجمهورية الصومالية وأعلن الاستقلال في الأول من يوليو عام 1960 وانتخب آدم عبد الله عثمان كأول رئيس صومالي.
حيث أن استقرار الجمهورية لم يدم طويلا ففي العام 1990 عندما اندلعت أحداث الحرب الأهلية أعلنت صوماليلاند كدولة مستقلة واتخذت هرجيسة عاصمة ومقراً رئيسا لها (لم تحصل على اعتراف دولي حتى الوقت الراهن) .

### 1991-1960

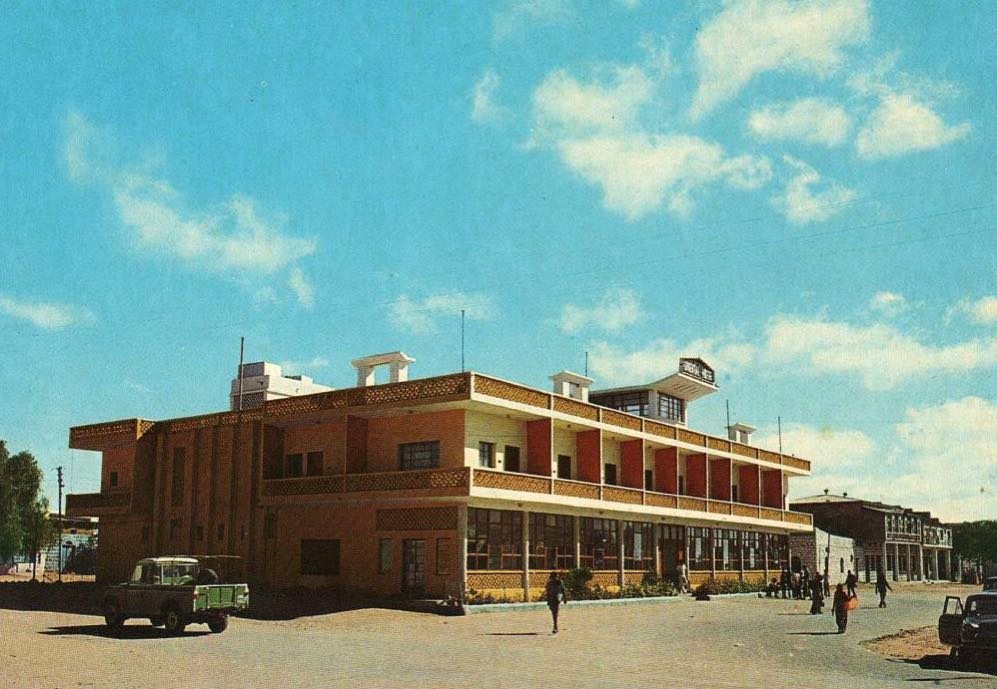
فندق اورينتال - هرجيسا في 1984.

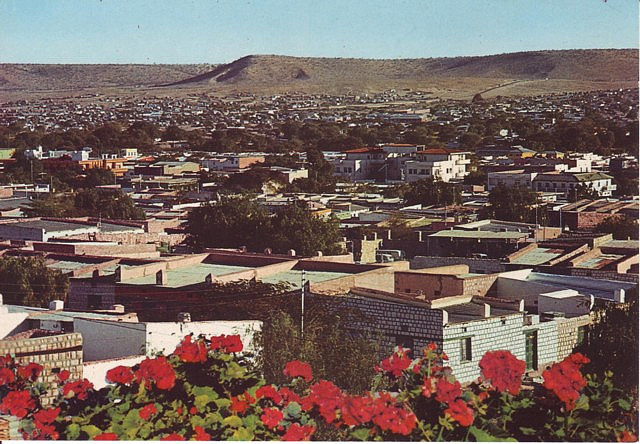
هرجيسا في 1980.

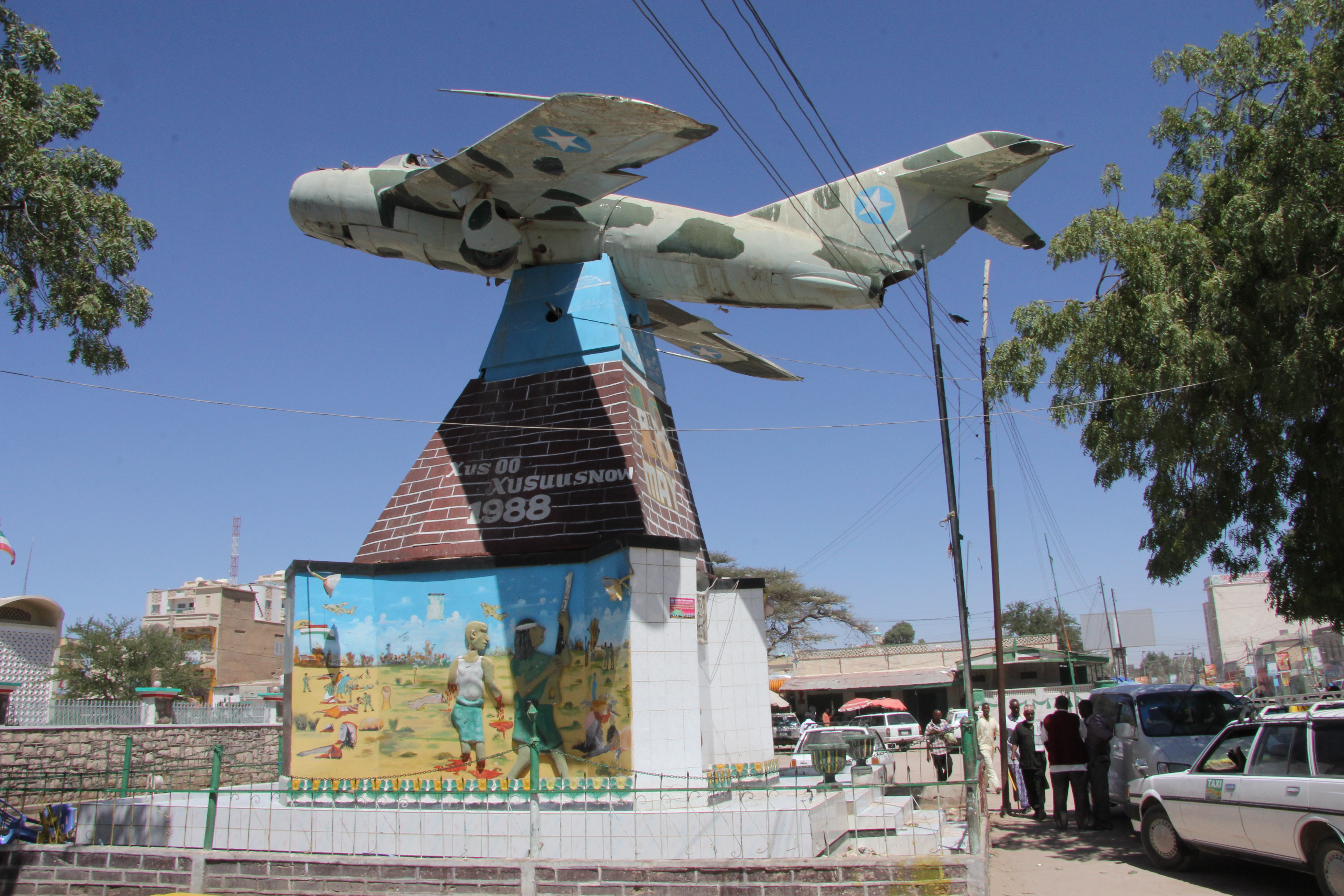
نصب تذكاري لحرب هرجيسا في 1980.

في فترة ما بعد الاستقلال، كانت تدار هرجيسا كعاصمة لمقاطعة وقويي غلبيد في الصومال. أطلقت الحكومة الصومالية بعد ذلك العديد من المشاريع التنموية الجديدة في المدينة. من بين هذه المبادرات كان إنشاء متحف هرجيسا الإقليمي في عام 1977. كان أول متحف يتم إنشاؤه في الصومال منذ الاستقلال عام 1960. كما تم تحديث مطار هرجيسا الدولي، مع الهدف النهائي لتجهيز المرفق لاستيعاب طائرات أكبر وتقديم المزيد من وجهات الرحلات.
بعد تداعيات حملة أوغادين غير الناجحة في أواخر السبعينيات، بدأت الحكومة الاشتراكية الحاكمة في جمهورية الصومال الديمقراطية بقيادة اللواء محمد سياد بري في القبض على المسؤولين الحكوميين والعسكريين للاشتباه في مشاركتهم في إنقلاب عام 1978 الفاشل. معظم الأشخاص الذين زُعم أنهم ساعدوا في التخطيط للانقلاب تم إعدامهم بإجراءات موجزة. ومع ذلك، تمكن العديد من المسؤولين من الفرار إلى الخارج وبدأوا في تشكيل أول مجموعة من الجماعات المنشقة المختلفة للإطاحة بإدارة بري بالقوة.
ومن بين هذه الجماعات المتمردة كانت الحركة الوطنية الصومالية، التي كانت مدعومة من قبل نظام الحاكم في إثيوبيا. وبحلول أواخر الثمانينات من القرن الماضي، تمكنت المجموعة المتمردة من القبض على هرجيسا، مما أدى إلى توجيه ضربات جوية من قبل القوات الحكومية. أدت الغارات الجوية التي تلت ذلك وتبادل إطلاق النار إلى سقوط الآلاف من الضحايا ودمرت الكثير من المدينة.

### إعادة الأعمار
بعد انهيار الحكومة المركزية الصومالية وبداية الحرب الأهلية في عام 1991، أعلن الانفصاليون من الحركة الوطنية الصومالية في الجزء الشمالي الغربي من البلاد استقلالهم من جانب واحد. وفي وقت لاحق، بدأت عملية إعادة بناء البنية التحتية بشكل تدريجي في هرجيسا ومدن أخرى في المنطقة.
منذ عام 1991، خضعت هرجيسا لعملية إعمار واسعة النطاق. وقد تم تمويل إعادة الأعمار كثيرًا من قبل رجال أعمال محليين، بالإضافة إلى المغتربين الصوماليين الذين يرسلون أموال تحويل الأموال إلى الأقارب في المنطقة من خلال بعض شركات تحويل الأموال التي يملكها صوماليون. ومنذ ذلك الحين، أعيد بناء معظم المباني السكنية والتجارية المدمرة، حيث تم تشييد العديد من المباني الجديدة. كما تم إعادة المباني ذات الطوابق الواحدة في وسط المدينة بشكل لأبنية متعددة الطوابق.

## الجغرافيا

### الموقع
تقع هرجيسة في منطقة جليية، على مرتفع هضبي في محافظة غالدون. تقع على ارتفاع 1,334 متر (4,377 قدم) فوق مستوى سطح البحر

### الحياة البرية
كانت المدينة محاطة بالغابة عندما كانت أصغر حجماً، لكن الريف المحيط بها ما زال فيه بعض الغابات. بالقرب من هرجيسا هي جبال الشيخ ودالالو الخصبتين، والتي تتلقى كميات كبيرة من المطر. جنوب المدينة منطقة سافانا (سلحلي)، الذي يجذب العديد من الأنواع المختلفة للحياة البرية وللرعي في المنطقة.
تقع هرجيسا بالقرب من مدينة غابيلي، والتي تعد بمثابة مركز زراعي في صوماليلاند. تنتج منطقة أطنان من الطماطم والبصل كل شهر خلال موسم الأمطار. تقع مدينة أربسيو أيضًا على بعد 35 كم، وتشتهر بإنتاج الليمون.
بسبب الخصوبة النسبية والخضرة، تأتي الحيوانات البرية إلى منطقة هرجيسا إما للتكاثر أو ترعى على السافانا العشبية. الحيوانات التي يمكن العثور عليها في المناطق الريفية من المدينة تشمل الكودو، الخنازير البرية، الحمار البري، الخنازير، الظباء، الأغنام الصومالية، الماعز، الجمال، والعديد من أنواع الطيور المختلفة. هناك أيضا عدد من كل من حدائق الحيوانات العامة والخاصة. جنوب هرجيسا هو عبارة عن سافانا معشوشبة، والتي تجذب العديد من أنواع الحياة البرية إلى المنطقة، بما في ذلك الضباع والفهود.

### المناخ
هرجيسة لها مناخ شبه جاف (كوبن: BSh). تتميز المدينة عادة بالشتاء البارد نسبيًا والصيف الدافئ. ومع ذلك، على الرغم من موقعها في المنطقة المدارية، بسبب ارتفاعها الشاهق، فإن هرجيسة تشهد طقسًا باردا جدًا. هذه سمة نادرا ما تشهد في المناطق ذات المناخات شبه القاحلة. تستقبل المدينة الجزء الأكبر من هطول الأمطار بين شهري أبريل وسبتمبر، حيث يبلغ متوسط هطول الأمطار أقل من 400 ملليمتر سنوياً (16 بوصة). يتراوح متوسط درجات الحرارة الشهرية في هرغيسا من 5 درجة مئوية (64 درجة فهرنهايت) في شهري ديسمبر ويناير إلى 24 درجة مئوية (75 درجة فهرنهايت) في شهر يونيو.
| البيانات المناخية لـهرجيسا | البيانات المناخية لـهرجيسا | البيانات المناخية لـهرجيسا | البيانات المناخية لـهرجيسا | البيانات المناخية لـهرجيسا | البيانات المناخية لـهرجيسا | البيانات المناخية لـهرجيسا | البيانات المناخية لـهرجيسا | البيانات المناخية لـهرجيسا | البيانات المناخية لـهرجيسا | البيانات المناخية لـهرجيسا | البيانات المناخية لـهرجيسا | البيانات المناخية لـهرجيسا | البيانات المناخية لـهرجيسا |
| الشهر | يناير                      | فبراير                     | مارس                       | أبريل                      | مايو                       | يونيو                      | يوليو                      | أغسطس                      | سبتمبر                     | أكتوبر                     | نوفمبر                     | ديسمبر                     | المعدل السنوي              |
| --- | -------------------------- | -------------------------- | -------------------------- | -------------------------- | -------------------------- | -------------------------- | -------------------------- | -------------------------- | -------------------------- | -------------------------- | -------------------------- | -------------------------- | -------------------------- |
| الدرجة القصوى °م (°ف) | 31.1 (88.0)                | 31.7 (89.1)                | 32.8 (91.0)                | 32.8 (91.0)                | 35.0 (95.0)                | 33.9 (93.0)                | 33.9 (93.0)                | 33.3 (91.9)                | 32.8 (91.0)                | 31.7 (89.1)                | 30.6 (87.1)                | 28.9 (84.0)                | 35.0 (95.0)                |
| متوسط درجة الحرارة الكبرى °م (°ف) | 24.2 (75.6)                | 26.6 (79.9)                | 28.7 (83.7)                | 29.2 (84.6)                | 30.5 (86.9)                | 31.0 (87.8)                | 29.2 (84.6)                | 29.2 (84.6)                | 30.5 (86.9)                | 28.2 (82.8)                | 26.0 (78.8)                | 23.7 (74.7)                | 28.1 (82.6)                |
| المتوسط اليومي °م (°ف) | 17.7 (63.9)                | 18.7 (65.7)                | 21.6 (70.9)                | 23.0 (73.4)                | 24.1 (75.4)                | 24.3 (75.7)                | 23.6 (74.5)                | 23.6 (74.5)                | 23.6 (74.5)                | 24.1 (75.4)                | 18.7 (65.7)                | 18.0 (64.4)                | 21.7 (71.1)                |
| متوسط درجة الحرارة الصغرى °م (°ف) | 11.6 (52.9)                | 12.6 (54.7)                | 15.0 (59.0)                | 16.6 (61.9)                | 17.7 (63.9)                | 17.7 (63.9)                | 17.1 (62.8)                | 17.1 (62.8)                | 17.1 (62.8)                | 15.0 (59.0)                | 13.1 (55.6)                | 12.1 (53.8)                | 15.2 (59.4)                |
| أدنى درجة حرارة °م (°ف) | 2.8 (37.0)                 | 2.8 (37.0)                 | 3.9 (39.0)                 | 9.4 (48.9)                 | 11.7 (53.1)                | 11.7 (53.1)                | 10.5 (50.9)                | 11.1 (52.0)                | 11.1 (52.0)                | 7.2 (45.0)                 | 4.4 (39.9)                 | 4.4 (39.9)                 | 2.8 (37.0)                 |
| معدل هطول الأمطار مم (إنش) | 2 (0.1)                    | 2 (0.1)                    | 36 (1.4)                   | 53 (2.1)                   | 49 (1.9)                   | 61 (2.4)                   | 38 (1.5)                   | 81 (3.2)                   | 61 (2.4)                   | 20 (0.8)                   | 8 (0.3)                    | 1 (0.0)                    | 412 (16.2)                 |
| متوسط الأيام الممطرة (≥ 0.1 mm) | 1                          | 1                          | 3                          | 6                          | 7                          | 9                          | 8                          | 10                         | 11                         | 4                          | 1                          | 0                          | 61                         |
| متوسط الرطوبة النسبية (%) | 65                         | 65                         | 58                         | 57                         | 56                         | 55                         | 53                         | 53                         | 55                         | 56                         | 61                         | 64                         | 58                         |
| ساعات سطوع الشمس اليومية | 8.9                        | 9.8                        | 9.7                        | 11.2                       | 11.9                       | 12.1                       | 11.8                       | 12.2                       | 11.4                       | 9.6                        | 8.7                        | 7.6                        | 10.4                       |
| نسبة وصول أشعة الشمس | 80                         | 73                         | 80                         | 73                         | 64                         | 73                         | 64                         | 64                         | 73                         | 80                         | 80                         | 80                         | 74                         |
| المصدر #1: Food and Agriculture Organization: Somalia Water and Land Management (temperatures, humidity and percent sunshine)         |                            |                            |                            |                            |                            |                            |                            |                            |                            |                            |                            |                            |                            |
| المصدر #2: الأرصاد الجوية الألمانية (extremes and precipitation) Time and Date (dewpoints, 2005-2015) Weather Atlas (daily sun hours) |                            |                            |                            |                            |                            |                            |                            |                            |                            |                            |                            |                            |                            |

## المناطق
وفقًا لتقرير أحدث صادر في ديسمبر 2017 عن معهد البحوث الاجتماعية والتنمية (SORADI) ومقره في هرجيسا، تم تقسيم المدينة إلى ثماني مناطق فرعية؛ وهي مناطق 31 مايو، و26 يونيو، وأحمد طجح، وأحمد معلم هارون، وغغن لباح، وإبراهيم كودبور، ومحمد هيبه، ومحمد موجي.